# Продукция
Проду́кция — термин, характеризующий результат производственной, хозяйственной деятельности. Представляет собой совокупность продуктов, явившихся результатом производства отдельного предприятия (организации), отрасли промышленности, сельского хозяйства или всего народного хозяйства страны или всего мира за определенный промежуток времени.
Линейка продукции (продуктовая линейка, товарная линейка) — группа продуктов одного производителя/бренда, которые тесно связаны, потому что они функционируют аналогичным образом и продаются одним и тем же группам клиентов, через одни и те же торговые точки, и попадают в заданный ценовой диапазон. Различают горизонтальные и вертикальные продуктовые линейки.

## Планирование и учёт продукции
Всю совокупность продуктов принято подразделять на средства производства (средства труда и предметы труда) и предметы потребления (продовольственные и непродовольственные товары).
С целью планирования и учёта продукция может измеряться в натуральном (физических единицах) и стоимостном (в денежных единицах) выражении.
Измерителями объёма продукции в натуральном выражении являются:
- физические единицы (тонны, килограммы (гвоздей…), [погонные] метры (электрического, оптоволоконного кабеля), квадратные метры (облицовочной плитки, паркета) и другие);
- условно-натуральные единицы (тысячи (см. ниже) условных банок, условных листов шифера, условных штук, рулонов, катушек и другие).
  - (рас)счетный вес — для быстрого подсчёта значительного количества небольших однородных равновесных изделий (полуфабрикатов, (мини)узлов-агрегатов, гаек, шайб, болтов, шариков, пуговиц и т. п.); на счётный вес значительное (неизвестное) количество изделий уравновешивают небольшим (известным) числом таких же изделий в определенном соотношении (безразмерном — 10:1, 100:1, 1000:1); Счетный вес применяют на заводах, складах, пищевых предприятиях и тому подобное.[6]

Объём продукции в стоимостном выражении определяется различными показателями:
- готовая продукция — изделия и полуфабрикаты собственного производства, принятые заказчиком или на склад организации, которые являются продуктом с полностью законченной обработкой (комплектацией), соответствующие действующим стандартам или утвержденным техническим условиям[7].
- товарная продукция — стоимостная оценка продукции, предназначенной для реализации (готовая продукция, полуфабрикаты, работы и услуги производственного характера);
- валовая продукция (валовой продукт, и удельный вес продукции (в общем объёме валовой продукции)) стоимостная оценка всех видов продукции, произведённой предприятием, и в дополнение к элементам, входящих в состав товарной продукции, включает изменение остатков незавершённого производства за соответствующий период, стоимость сырья и материалов заказчика и некоторые другие элементы;
- чистая продукция — вновь созданная стоимость в результате хозяйственной деятельности предприятия за определенный период. Она определяется вычитанием из объема валовой продукции материальных затрат и суммы амортизационных отчислений;
- реализованная продукция — это стоимость отпущенной на сторону и оплаченной (подлежащей оплате) продукции за соответствующий период.

## Продукция в системе менеджмента качества
С точки зрения системы менеджмента качества ISO 9000 продукция представляет собой результат процесса (совокупности взаимосвязанных и (или) взаимодействующих видов деятельности) организации, который может быть произведен без какого-либо взаимодействия между организацией и потребителем.
В системе менеджмента качества выделяют три общие категории продукции:
- программные средства — состоят из информации независимо от носителя, обычно являются нематериальными (например, компьютерная программа, мобильное приложение для телефона, инструкция по эксплуатации, словарь, музыкальные композиции с авторским правом, водительское удостоверение);
- технические средства — являются материальными, и их количество выражается исчисляемой характеристикой (например, шины, узел двигателя);
- перерабатываемые материалы — являются материальными, и их количество выражается непрерывной характеристикой (например, смазка, топливо, безалкогольные напитки).

Многие виды продукции содержат элементы, относящиеся к различным общим категориям продукции. Отнесение продукции к программным, техническим средствам или перерабатываемым материалам зависит от преобладающего элемента. Например, поставляемая продукция «автомобиль» состоит из технических средств (двигатель, трансмиссия, шины и т. п.), перерабатываемых материалов (горючее, смазка, охлаждающая жидкость), программных средств (программное управление двигателем, инструкция для водителя), а также элемента услуги (разъяснения по эксплуатации, даваемые продавцом).